# Katie Higgins Cook
Katie Higgins Cook (nhũ danh Johnson) là một nữ phi công người Mỹ thuộc Thủy quân Lục chiến. Năm 2015, cô trở thành nữ phi công đầu tiên của Blue Angels, và điều khiển chiếc máy bay vận tải C-130 "Fat Albert" trong hai mùa. Cuộc biểu diễn đầu tiên của cô với đội Blue Angels diễn ra ở El Centro, California, vào tháng 3 năm 2015. Cô còn được biết với tên Katie Higgins và gia nhập Blue Angels ở tuổi 28.

## Đầu đời và học vấn
Higgins là phi công thế hệ thứ ba, cô sinh trưởng trong một gia đình theo quân sự thường chuyển đến sinh sống ở California và Nhật Bản. Cha cô, Bill Johnson, tốt nghiệp Học viện Hải quân năm 1981, ông đã điều khiển chiếc F-18 Hornet trong Hải quân Hoa Kỳ rồi làm kỹ sư cho Northrop Grumman. Cô tốt nghiệp Trung học W. T. Woodson ở Fairfax, Virginia năm 2004.
Higgins hoàn thành bằng Cử nhân Khoa học về khoa học chính trị tại Học viện Hải quân Hoa Kỳ ở Annapolis, Maryland vào năm 2008. Cô nhận bằng sắc phong hàm thiếu úy từ Thủy quân lục chiến Hoa Kỳ, cô theo học an ninh quốc tế tại Đại học Georgetown và hoàn thành bằng Thạc sĩ Xã hội và Nhân văn năm 2009. Cô có một người em trai hoạt động trong lĩnh vực chất nổ tốt nghiệp trường Annapolis năm 2010.

## Sự nghiệp

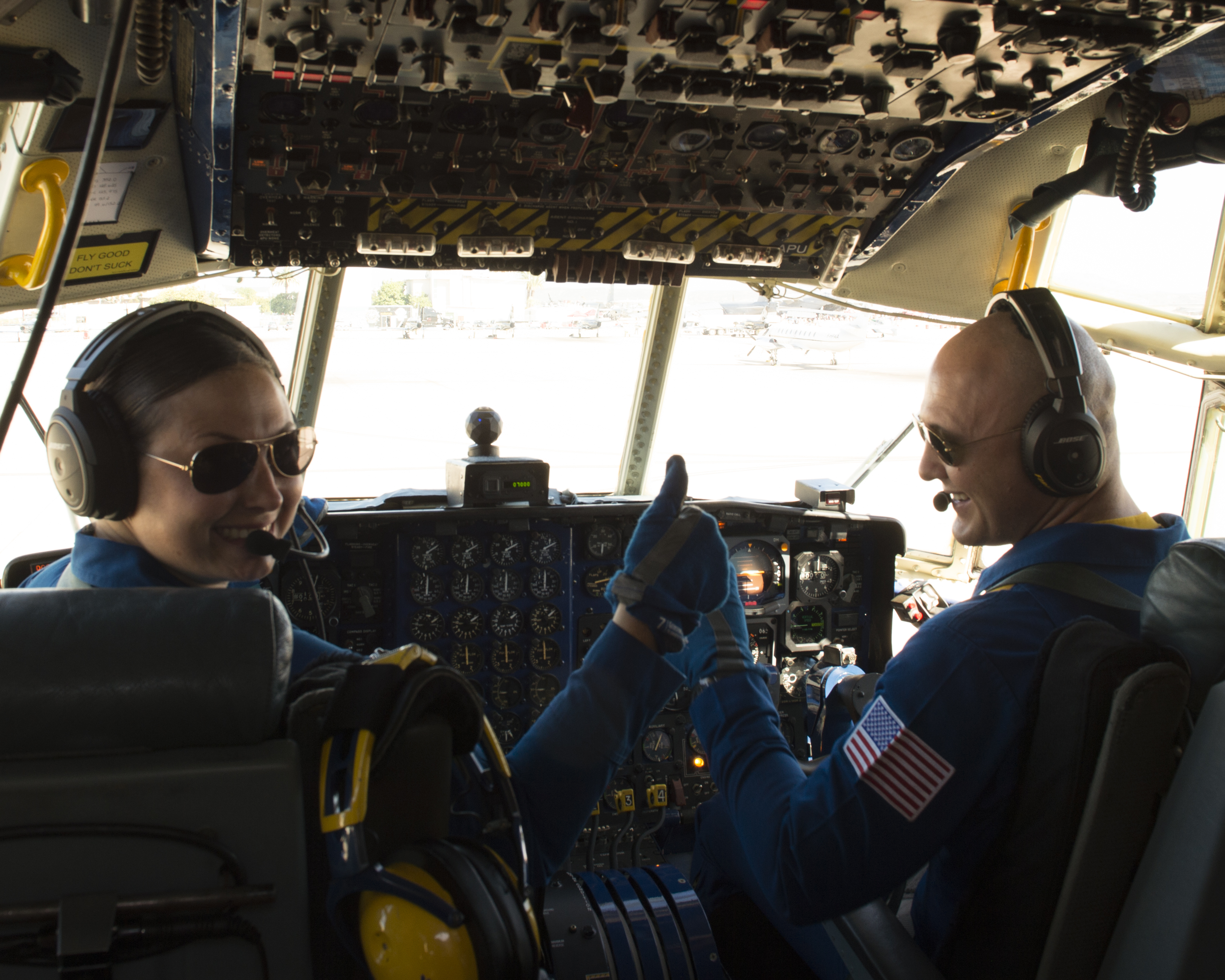
Higgins lái chiếc Blue Angels C-130 cùng Thiếu tá Mark Hamilton.

Higgins trở thành phi công hải quân thuộc phi đội VMGR-252. Cô phục vụ tại Afghanistan để hỗ trợ Chiến dịch Tự do Bền vững. Ở tuổi 26, trong hành động đầu tiên chống lại Taliban vào năm 2013, cô điều khiển chiếc KC-130 (tín hiệu gọi "Filth02"), bắn hai tên lửa Hellfire và loại bỏ vị trí quân địch, cứu sống một nhóm Thủy quân Lục chiến. Cô triển khai đến Châu Phi cùng Lực lượng Đặc nhiệm để hỗ trợ các hoạt động dự phòng. Trong năm 2015, cô đã bay gần 400 giờ chiến đấu qua bảy quốc gia.

### Blue Angels
Vào tháng 7 năm 2014, Blue Angels tuyển chọn Higgins và các sĩ quan khác vào đội biểu diễn năm 2015. Thông báo được đưa ra ngay sau khi cựu chỉ huy của Blue Angels, Hạm trưởng Gregory McWherter bị khiển trách khi để cấp dưới xem hình ảnh khiêu dâm trong buồng lái cùng những hành vi dâm ô khác. Higgins nhận những bình luận lý do duy nhất cô được chọn vì là phụ nữ, nhưng khẳng định với Blue Angels, "Ứng viên thích hợp nhất sẽ có được công việc – không quan trọng giới tính nào."
Higgins tham gia cuộc biểu diễn Blue Angels đầu tiên vào tháng 3 năm 2015. Chiếc C-130 Hercules mang tên "Fat Albert", do cô lái luân phiên cùng với các Thủy quân lục chiến khác, là phần mở đầu của cuộc biểu diễn Blue Angels kéo dài khoảng tám phút. Diễn tập nhanh nhất do Fat Albert thực hiện được gọi là "con đường bằng phẳng", bay với tốc độ 370 dặm trên giờ ở độ cao 40 feet. Các diễn tập khác bao gồm "vượt qua duyệt binh", qua độ cao 300 foot ở góc 60 độ và "leo dốc", leo 45 độ tới độ cao 1.200 foot, tiếp theo lao xuống mũi dốc đứng gây ra không trọng lượng đối với hành khách ở phía sau máy bay.
Trong năm 2019, cô được biết với tên Katie Higgins Cook với quân hàm Thiếu tá.

## Truyền thông
Năm 2020, Cook trở thành khách mời trong buổi ra mắt mùa thứ 24 của chương trình The Bachelor. Trong chương trình, cô giúp phi công Peter Weber thuộc Delta Air Lines, tổ chức một buổi hẹn hò theo nhóm, trong đó anh đưa các thí sinh nữ vượt qua chương trình huấn luyện bay bao gồm đi bằng con quay hồi chuyển.
Katie Higgins Cook được vinh danh trong American Valor: A Salute to Our Heroes, một chương trình truyền hình đặc biệt từng đoạt giải Emmy do Trung tâm Cựu chiến binh Hoa Kỳ sản xuất và dẫn chuyện bởi Harrison Ford.

## Gia đình
Katie Higgins kết hôn với Dusty Cook là phi công của Blue Angels, cả hai gặp nhau lần đầu ở VMGR-252 và bắt đầu hẹn hò sau khi Dusty Cook rời khỏi đội Blue Angels. Họ có hai người con và sinh sống ở Texas.

## Hình ảnh

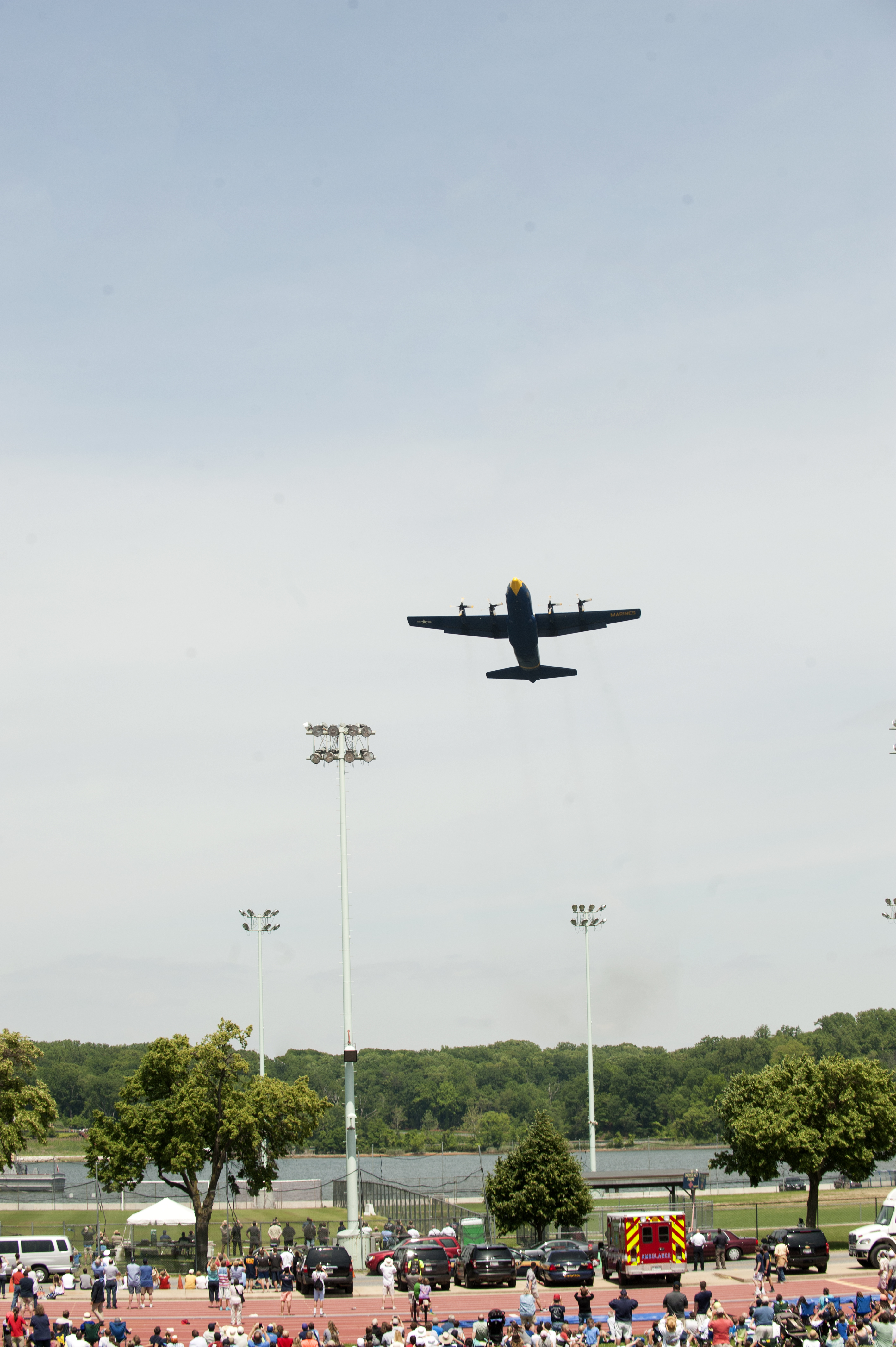
Blue Angels C-130 do Cơ trưởng Higgins lái, tháng 5 năm 2015
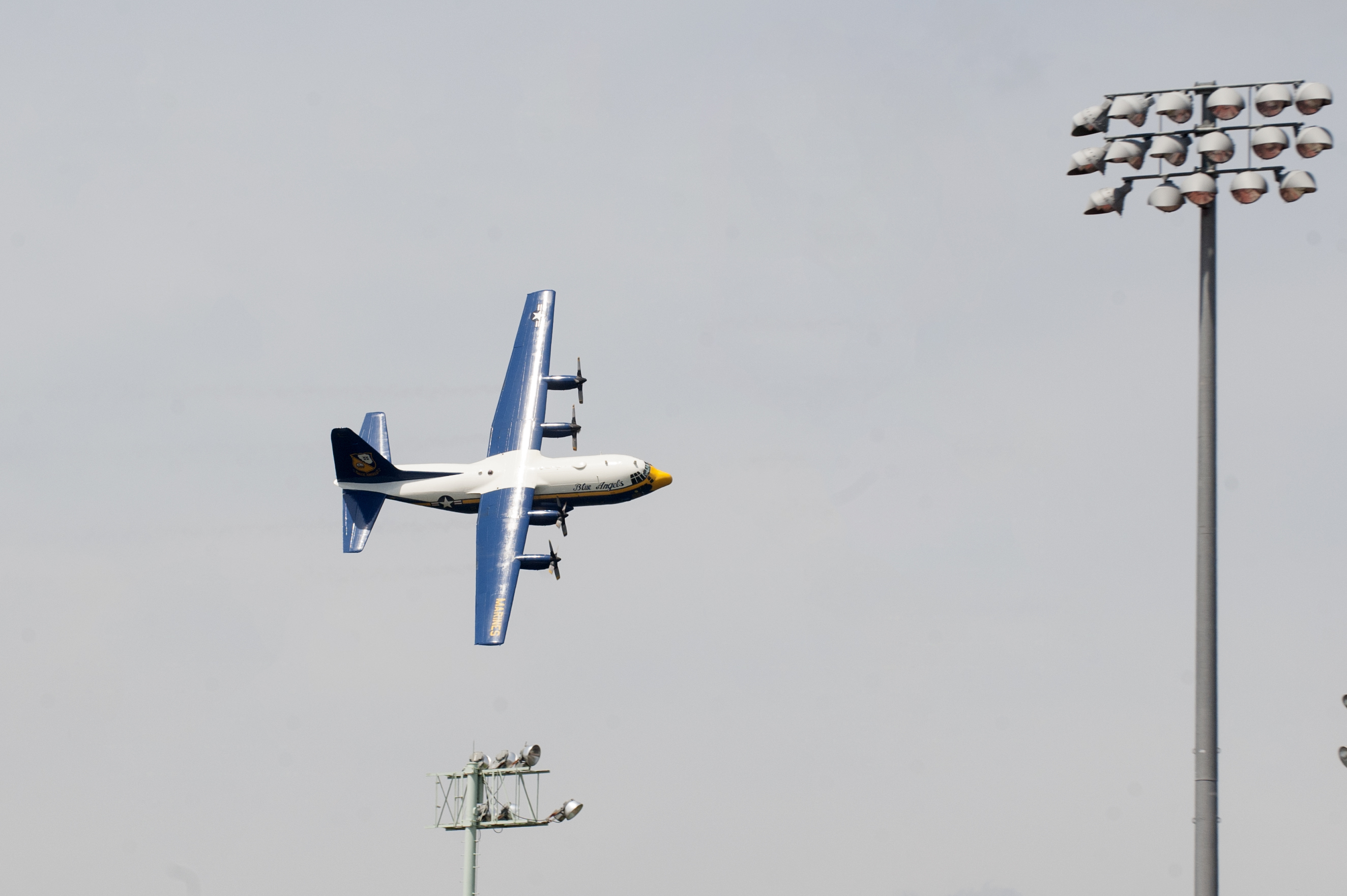
"Fat Albert" do Higgins lái tại Học viện Hải quân Hoa Kỳ, 2015
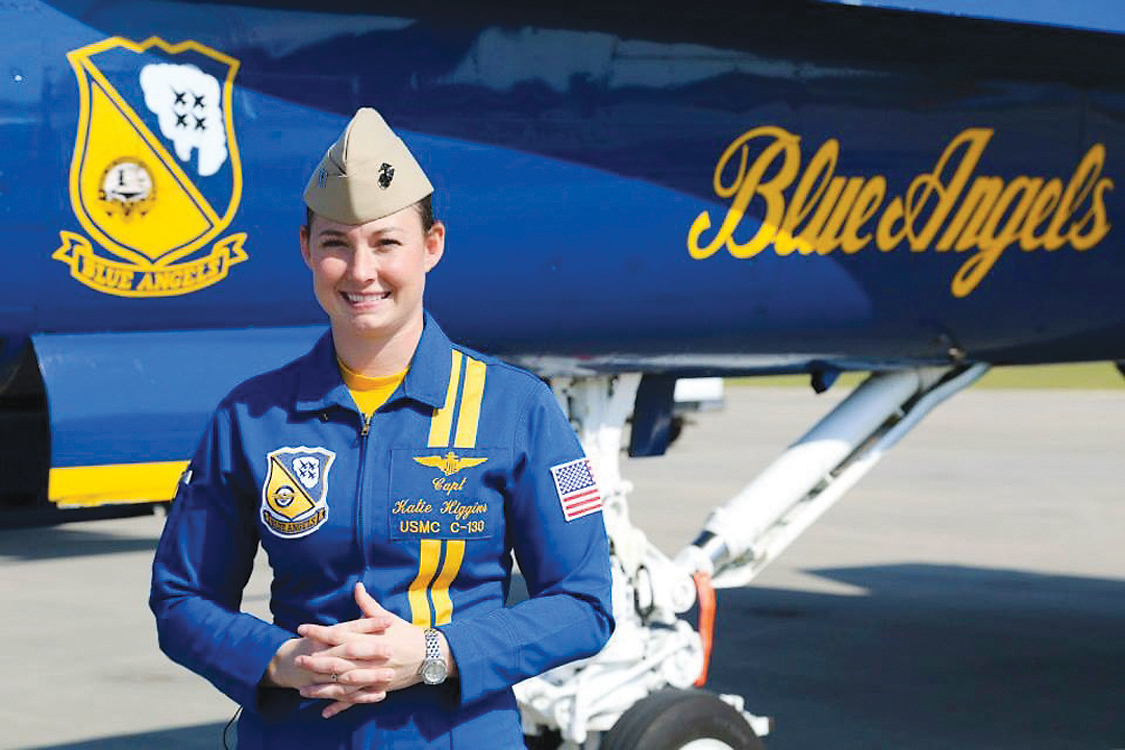
Higgins phát biểu với giới truyền thông, tháng 4 năm 2015
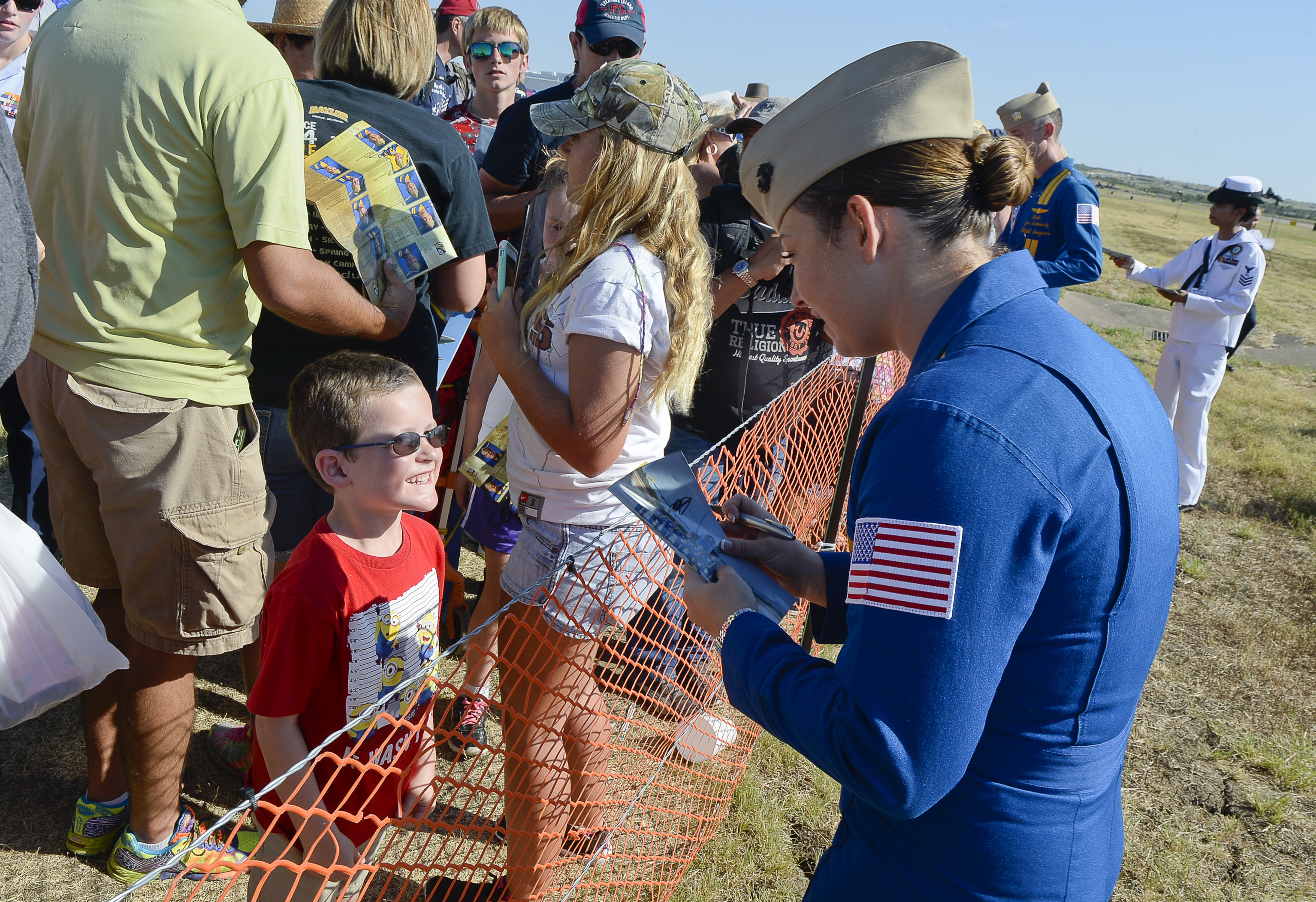
Higgins gặp gỡ người hâm mộ, ký tặng năm 2015
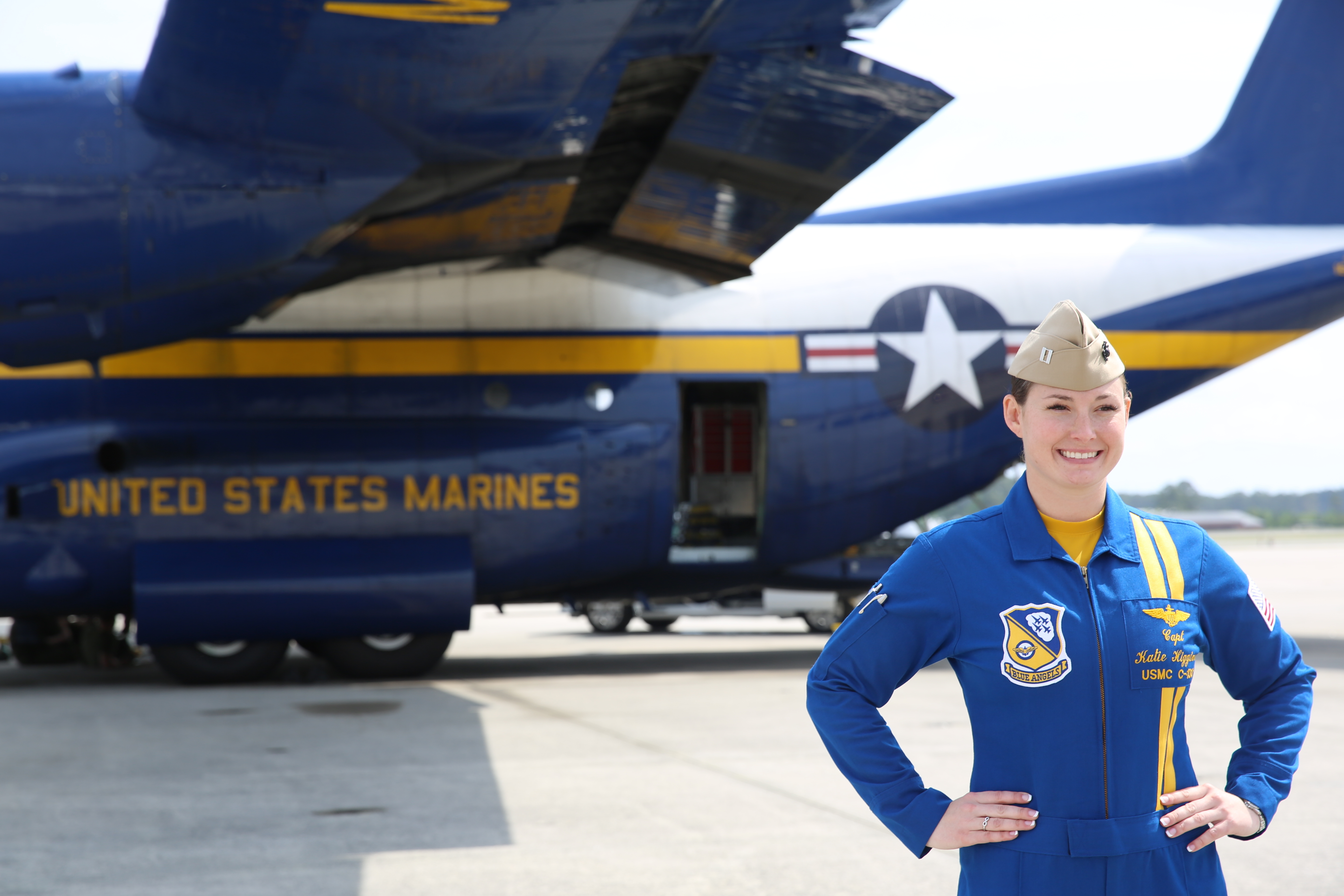
Higgins đứng bên "Fat Albert", 2016